# Ляхович Галина Іванівна
Гали́на Іва́нівна Ляхо́вич — директор Івано-Франківського навчально-наукового інституту менеджменту Західноукраїнського національного університету, доктор економічних наук, Заслужений працівник освіти України, почесний професор Тернопільського національного економічного університету, професор кафедри управління та адміністрування.
Народилася 16 січня 1966 року в с. Голинь Калуського району Івано-Франківської області в сім'ї службовців.

## Освіта
Закінчила Івано-Франківське медичне училище, фельдшерське відділення, Тернопільську академію народного господарства за спеціальністю «Фінанси і кредит», Тернопільський національний економічний університет за спеціальностями «Облік і оподаткування», «Менеджмент зовнішньоекономічної діяльності», «Право». В 2001 році вступила до аспірантури Національної академії державного управління при Президентові України, та у 2004 році здобула науковий ступінь кандидата наук з державного управління. В 2018 році захистила дисертацію на здобуття наукового ступеня доктора економічних наук. Галина Ляхович — автор понад 210 наукових, навчальних та навчально-методичних праць.

## Трудова діяльність
- З 1985 по 1995 рр. — працювала в сфері медицини;
- Упродовж 1995—1999 рр. обіймала посади спеціаліста відділу державного будівництва, та спеціаліста відділу сприяння розвитку малого бізнесу і підприємництва у Виконавчому комітеті Калуської міської ради;
- З 1999 по 2013 рр. — очолювала Калуську філію Тернопільського національного економічного університету;
- З травня 2013 року працює на посаді директора Івано-Франківського навчально-наукового інституту менеджменту Західноукраїнського національного університету, професор кафедри управління та адміністрування.

## Громадсько-політична діяльність
- Двічі обиралася депутатом Голинської сільської ради Калуського району;
- Перебувала у складі делегацій 2001 року з метою співпраці з благодійною організацією «Допомога» в Бельгії та 2003 року в Китайській Народній Республіці від Івано-Франківської області в рамках проведення Восьмого засідання Міжнародної українсько-китайської комісії з питань торговельно-економічного співробітництва;
- Є засновником і директором благодійного фонду «Роксолана», який опікується дітьми-інвалідами;
- Неодноразово брала участь у науково-практичних конференціях, в тому числі і Міжнародних. За весь час науково-педагогічної і організаційної роботи вона зарекомендувала себе грамотним, творчим, ерудованим керівником;
- Як, керівник, Ляхович Г. І. забезпечує висококваліфіковану навчально-методичну, наукову, адміністративну роботу в Івано-Франківському навчально-науковому інституті менеджменту Західноукраїнського національного університету. Під час її перебування на керівних посадах, в тому числі декана Калуського факультету Тернопільського національного економічного університету, підготовлено понад 5000 фахівців;
- Депутат Івано-Франківської обласної ради четвертого (фракція «Наша Україна») та шостого (фракція «Українська партія») демократичних скликань по одномандатному виборчому округу, позапартійна;
- Член президії обласної ради, голова постійної комісії з питань праці та соціального захисту населення, співголова регіональної комісії з питань діяльності підприємств та організацій, громадський організацій інвалідів у Івано-Франківській області;
- Член Івано-Франківської обласної рейтингової комісії Всеукраїнського рейтингу «Сумлінний платник податків» Всеукраїнської громадської організації «Асоціація платників податків України»;
- Неодноразово нагороджувалась почесними грамотами та подяками голів Івано-Франківської обласної ради та облдержадміністрації, грамотами та цінними подарунками Калуського міськвиконкому та Калуської райдержадміністрації за вагомий особистий внесок у соціально-економічний і культурний розвиток області та високий професіоналізм;
- Відзначена Грамотою Верховної Ради України «За особливі заслуги перед Українським народом» (№ 221 від 15 березня 2006 р.);
- Нагороджена медаллю «За особливі заслуги перед Прикарпаттям» (2011 р.).
- Нагороджена почесною грамотою міського голови та золотим значком «Калуш» у 2012 році.
- Указом Президента України від 16 травня 2013 року нагороджена орденом княгині Ольги ІІІ-ступеня за вагомий особистий внесок у розвиток вітчизняної науки, зміцнення науково-технічного потенціалу України, багаторічну сумлінну працю та високий професіоналізм.
- Присвоєно звання «Заслужений працівник освіти України», 2017 р.[3]
- Присвоєно звання «Почесний професор Тернопільського національного економічного університету», 2017 р.
- Неодноразово нагороджувалась почесними Грамотами та Подяками Тернопільського національного економічного університету.